# Oncología radioterápica
La oncología radioterápica es una especialidad médica con un ámbito específico de actividad quirúrgica, dedicada a los aspectos diagnósticos, cuidados clínicos y terapéuticos del enfermo oncológico, primordialmente orientada al empleo de los tratamientos con radiaciones ionizantes, así como al uso y valoración relativa de los tratamientos alternativos o asociados e investigación y docencia. Emplea rayos X y rayos gamma de alta energía (fotones de alta energía), haces de electrones y otras radiaciones ionizantes para el tratamiento de ciertas clases de cáncer.
Tradicionalmente se ha llamado a esta especialidad y forma de tratamiento, radioterapia.
El enfermo oncológico es considerado en el contexto general de la enfermedad neoplásica; valorando especialmente la integración del tratamiento con radiación y tratamientos alternativos, en la secuencia diagnóstica y terapéutica del abordaje de su enfermedad. El especialista oncólogo radioterápico debe poseer una profunda formación clínica y conocimiento de la oncología médica, siendo su competencia la indicación, planificación, control, ejecución y seguimiento del tratamiento con radiaciones y terapias asociadas. Debe ser asimismo competente en el apoyo clínica paliativo del enfermo terminal, y para valoración y seguimiento de los pacientes oncológicos. El campo de acción se enmarca en la asistencia médica especializada, e impone que el especialista tenga acceso directo a la evaluación de pacientes, participe en la asistencia clínica multidisciplinar como son los comités de tumores, y promueva proyectos de investigación y educación postgraduada en aquellas instituciones con especial proyección académica.
La actividad y ámbito de trabajo del especialista abarca los distintos aspectos clínicos y de investigación relacionados con el cáncer y con el efecto biológico de las radiaciones y tratamientos asociados. Su actividad clínica incluye la epidemiología, prevención, patogenia, clínica, diagnóstico, tratamiento y valoración pronóstica de las neoplasias. El campo de acción clínico puede sintetizarse en tres grupos de situaciones que definen la asistencia médica propia de la especialidad:
- Estudio y tratamiento de los enfermos oncológicos.
- Estudio y tratamiento de enfermos no oncológicos, portadores de entidades patológicas, susceptibles de tratamiento radioterápico u otros tratamientos asociados como la quimioterapia o la hormonoterapia.
- Estudio y tratamiento de individuos sometidos a irradiación (terapéutica, accidental o de cualquier otro origen).

Tiene su origen en los primeros años del siglo XX. El primer médico en emplear la radioterapia en el tratamiento de la enfermedad oncológica en España fue el Dr Celedonio Calatayud en 1906.
El campo de acción instrumental incluye el profundo conocimiento y experta manipulación de todos los elementos tecnológicos que permitan desarrollar una labor asistencial adecuada a la evolución del equipamiento médico:
- Generadores de radiación externa de uso terapéutico.
- Isótopos radiactivos para radioterapia.
- Gammateca de isótopos.
- Equipos de radiofísica clínica.
- Planificadores y computadoras de apoyo clínico.
- Sistemas de simulación: Simuladores, TAC, etc.
- Instrumental para procedimientos de obtención de muestras citológicas, biopsias y evacuación de derrames serosos.
- Instrumentación de quirófano y material quirúrgico utilizado para aplicaciones de braquiterapia.
- Instrumentación de uso hospitalario de equipos para administrar medicación intravenosa de soporte (fluidos, antibióticos, analgésicos, etc) o terapéutica (quimioterapia, moduladores biológicos, inmunoterapia, etc).